# Inga guilleminiana
Inga guilleminiana är en ärtväxtart som beskrevs av George Bentham. Inga guilleminiana ingår i släktet Inga och familjen ärtväxter. Inga underarter finns listade i Catalogue of Life.